# Bachzaal

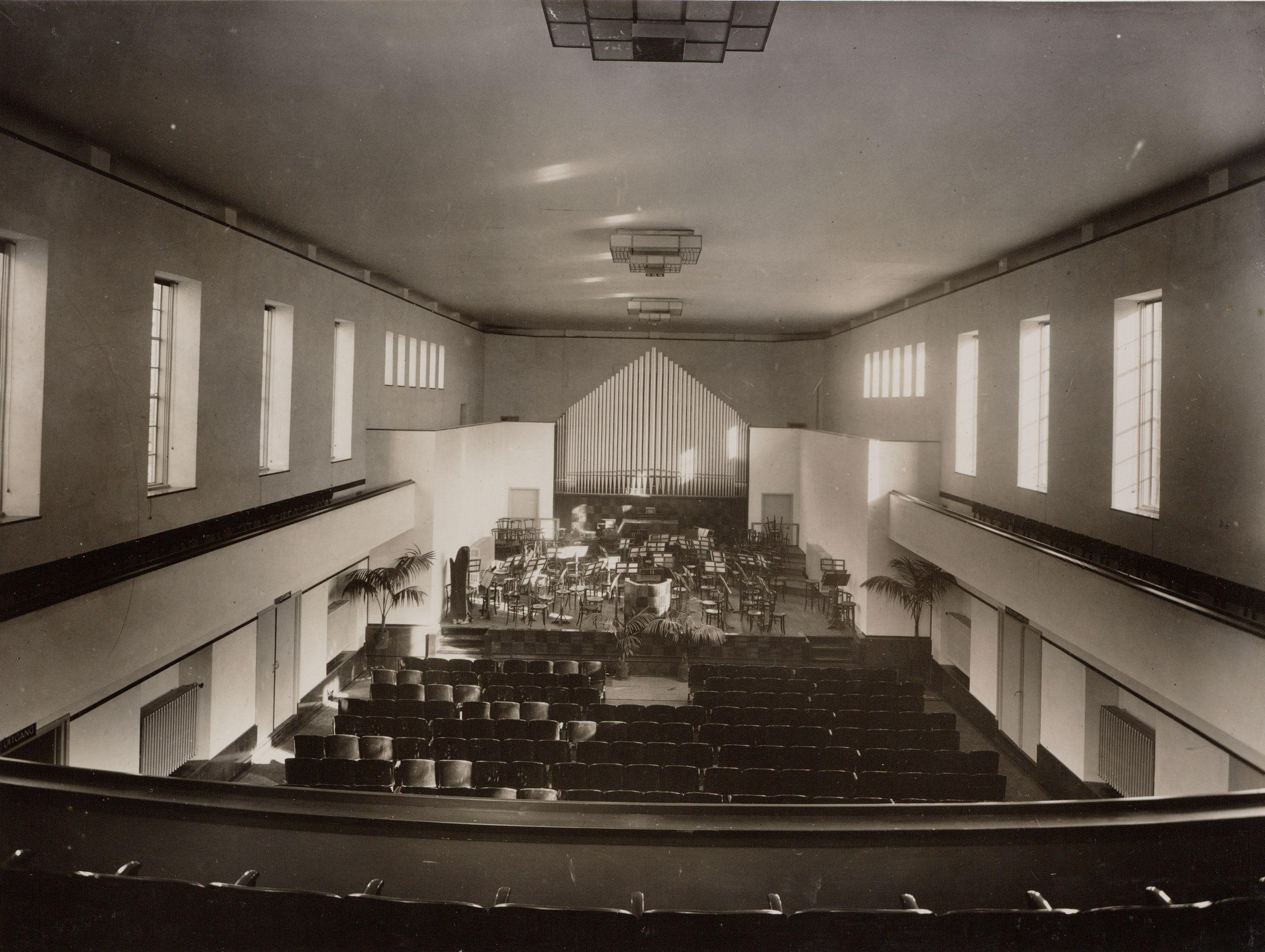
De Bachzaal in 1931

De Bachzaal is een middelgrote concertzaal in Amsterdam-Zuid.
De zaal dankt zijn naam aan de Bachstraat, waar de zaal is gevestigd. Architect Piet Vorkink (1878-1960) ontwierp in 1930 het ingenieuze complex, waarvan de Bachzaal onderdeel uitmaakt. Het gebouw, waar aanvankelijk musici voor onder meer het Concertgebouworkest opgeleid werden, is een belangrijk semi-openbaar gebouw, waarvan er in Nederland maar weinig zijn gebouwd.

## Monument
Het pand aan de Bachstraat 3-7 is een Gemeentelijk Monument. De gehoorzaal, Bachzaal, is vanwege zijn kwaliteiten wel als volgt omschreven:
- Uniek in Amsterdam, maar ook in nationaal opzicht bijzonder, omdat er weinig van dit type gebouw uit deze periode bekend zijn.[bron?]
- Amsterdamse School-architectuur.[1]
- Architectonisch waardevol in compositie en vormgeving.[bron?]
- Ligging in overeenstemming met principe van Berlage dat openbare gebouwen een pleinruimte moeten domineren.[bron?]
- Unieke akoestiek en vormgeving van de gehoorzaal.[2][3]

## Eigenaren
De gehoorzaal was eigendom van het Conservatorium van Amsterdam, dat hier vroeger was gevestigd. De zaal werd vooral gebruikt voor voorspeelavonden en examens van leerlingen.
In 2008 werd de zaal verkocht vanwege de nieuwbouw van het Conservatorium van Amsterdam op het Oosterdokseiland. Het pand werd verbouwd tot kinderdagopvang.